# La linea del Tomori
La linea del Tomori è un romanzo dello scrittore italiano Manlio Cancogni, pubblicato nel 1965. Nello stesso anno, è giunto in finale al Premio Strega, vinto da Paolo Volponi.
Nel 1966 il romanzo ha vinto il premio Bagutta.

## Trama
Nella prima parte l'Io narrante ricorda episodi della sua infanzia, le vacanze al mare con i genitori nell'Italia pre-bellica degli anni Trenta e i giochi a villa Borghese.
Nella seconda parte l'autore, sempre in prima persona, racconta un periodo della sua vita militare, quando come tenente arriva al 52º Cacciatori e fino all'arrivo in prima linea sul fronte albanese.

## Edizioni
- Manlio Cancogni, La linea del Tomori, A. Mondadori, Milano 1965
- Manlio Cancogni, La linea del Tomori, Club degli Editori, su licenza Mondadori, 1965,  p. 243.
- Manlio Cancogni, La linea del Tomori, introduzione di Cesare Garboli, A. Mondadori, Milano 1977